# Oligembia intricata
Oligembia intricata är en insektsart som beskrevs av Davis 1942. Oligembia intricata ingår i släktet Oligembia och familjen Teratembiidae. Inga underarter finns listade i Catalogue of Life.